# HMS Trinidad (46)
HMS Trinidad (46) là một tàu tuần dương hạng nhẹ lớp Crown Colony của Hải quân Hoàng gia Anh Quốc; được đặt tên theo đảo Trinidad, vốn vẫn còn là một thuộc địa của Đế quốc Anh khi nó được chế tạo vào cuối những năm 1930. Nó đã hoạt động trong giai đoạn đầu của Chiến tranh Thế giới thứ hai, và đã bị mất tại biển Bắc Cực sau khi bị hư hại lúc đang hộ tống Đoàn tàu vận tải PQ-13 vào năm 1942.

## Thiết kế và chế tạo
Trinidad được chế tạo bởi hãng Xưởng tàu Devonport. Nó được đặt lườn vào ngày 21 tháng 4 năm 1938, được hạ thủy vào ngày 21 tháng 3 năm 1941, và được đưa ra hoạt động vào ngày 14 tháng 10 năm 1941. Nó là chiếc tàu chiến thứ ba của Hải quân Anh được đặt cái tên này.

## Lịch sử hoạt động

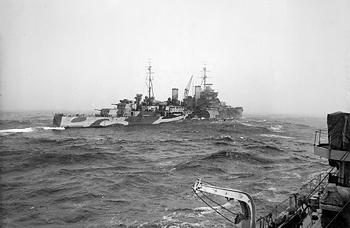
HMS Trinidad dưới màu sơn ngụy trang, nhìn từ tàu khu trục HMS Fury, tại Bắc Đại Tây Dương trong một chuyến tuần tra hộ tống vận tải Bắc Cực

Trinidad đã hoạt động cùng Hạm đội Nhà Anh Quốc trong quãng đời phục vụ ngắn ngũi. Trong khi hộ tống Đoàn tàu vận tải PQ-13 vào tháng 3 năm 1942, nó cùng các tàu hộ tống khác đã đối đầu với các tàu khu trục thuộc lớp Narvik của Đức Quốc xã. Nó đã bắn trúng và đánh chìm tàu khu trục Đức Z 26, rồi tung ra một đợt tấn công bằng ngư lôi. Một trong các quả ngư lôi của nó bị hỏng cơ cấu con quay hồi chuyển, có thể do ảnh hưởng của nước biển lạnh giá; đường đi của quả ngư lôi trở thành một vòng tròn, quay lại đánh trúng Trinidad, khiến 32 người thiệt mạng.
Trinidad được kéo ra khỏi vòng chiến, rồi tiếp tục di chuyển bằng chính động lực của nó để đi đến Murmansk. Tàu ngầm U-boat Đức U-378  tìm cách tiếp chiến và đánh chìm chiếc tàu tuần dương bị hư hại, nhưng bị tàu khu trục HMS Fury phát hiện và tấn công. Khi đến được Murmansk nó được sửa chữa tạm thời. 

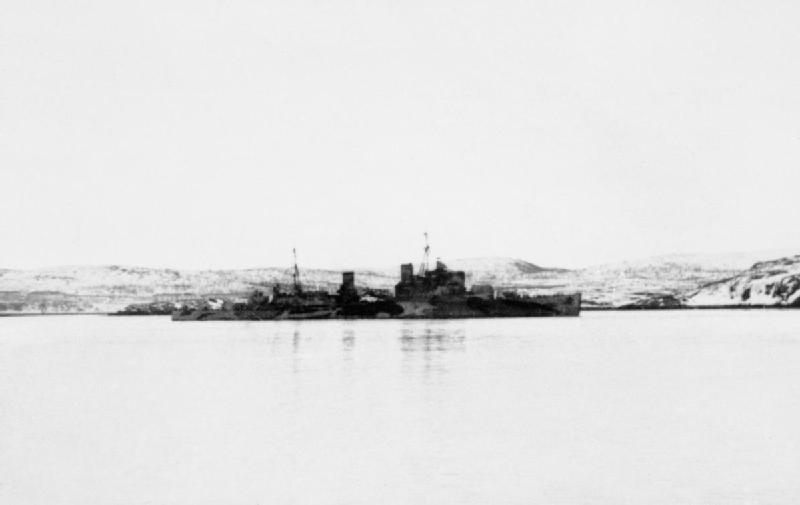
HMS Trinidad đang được sửa chữa tại Kola Inlet, Murmansk.

Trinidad lên đường để quay trở về nhà vào ngày 13 tháng 5 năm 1942, được hộ tống bởi các tàu khu trục HMS Foresight, HMS Forester, HMS Somali và HMS Matchless. Các tàu chiến khác của Hạm đội Nhà nằm trong lực lượng bảo vệ gần đó. Tốc độ của nó phải giảm còn 20 knot do những hư hại mà nó mắc phải. Trên đường đi, Trinidad bị hơn 20 máy bay ném bom Junkers Ju 88 tấn công vào ngày 15 tháng 5 năm 1942. Tất cả các quả bom đều trượt, ngoại trừ một quả duy nhất đánh trúng cạnh chỗ hư hỏng trước đó, gây nên một đám cháy lớn. 63 người đã thiệt mạng, bao gồm 20 người sống sót từ chiếc tàu tuần dương HMS Edinburgh vốn bị đánh chìm hai tuần trước đó. Người ta quyết định đánh đắm tàu, và tàu khu trục HMS Matchless đã phóng ngư lôi đánh chìm nó trong biển Bắc Cực, về phía Bắc mũi North.

## Văn hóa đại chúng
Trong số những người sống sót có nhà soạn nhạc George Lloyd. Trong quá trình hồi phục kéo dài sau khi bị chấn động bởi đạn pháo, ông đã viết nên bản Giao hưởng số 4 tựa đề "Bắc Cực" (The Arctic), được ông mô tả trong lời tựa: "… một thế giới đen tối, bão tố, những màu sắc lạ lùng và một sự bình yên còn cách xa".